# اچ‌ام‌اس روک (۱۸۰۶)
اچ‌ام‌اس روک (۱۸۰۶) (به انگلیسی: HMS Rook (1806)) یک کشتی بود که طول آن ۵۶ فوت ۳ اینچ (۱۷٫۱ متر) بود. این کشتی در سال ۱۸۰۶ ساخته شد.